# Campo profughi di Jabalya

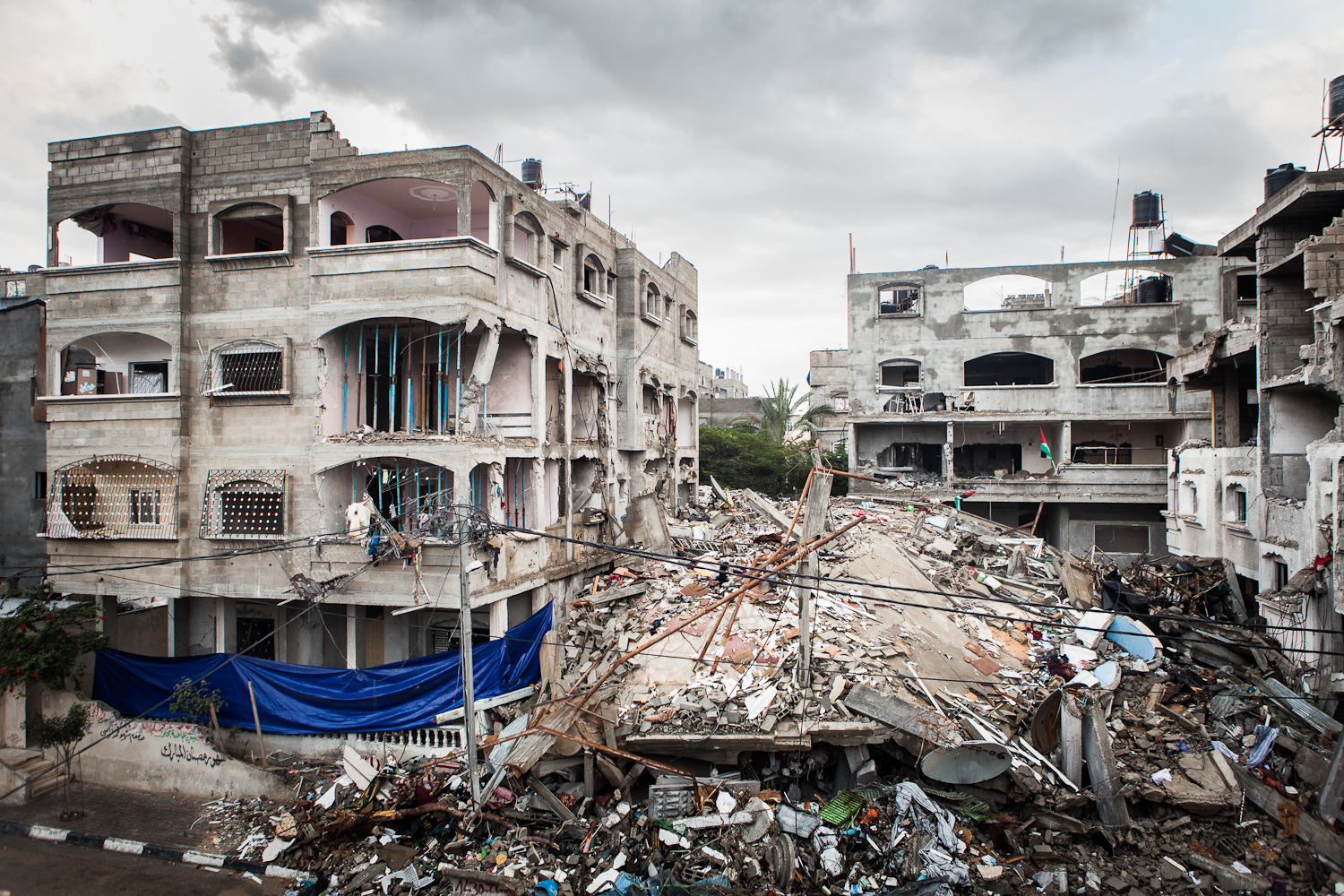
Edificio residenziale distrutto nel campo profughi di Jabalya dopo un bombardamento israeliano nel 2012.

Il campo profughi di Jabalya è il maggiore tra i campi profughi palestinesi ed è uno degli otto campi profughi siti nella striscia di Gaza, presso la città di Jabalya.
Si estende per 1,4 chilometri quadrati e i rifugiati palestinesi registrati presso il campo dall'Agenzia delle Nazioni Unite per il soccorso e l'occupazione dei profughi palestinesi nel vicino oriente (UNRWA) erano 116 011 al 2023.

## Storia

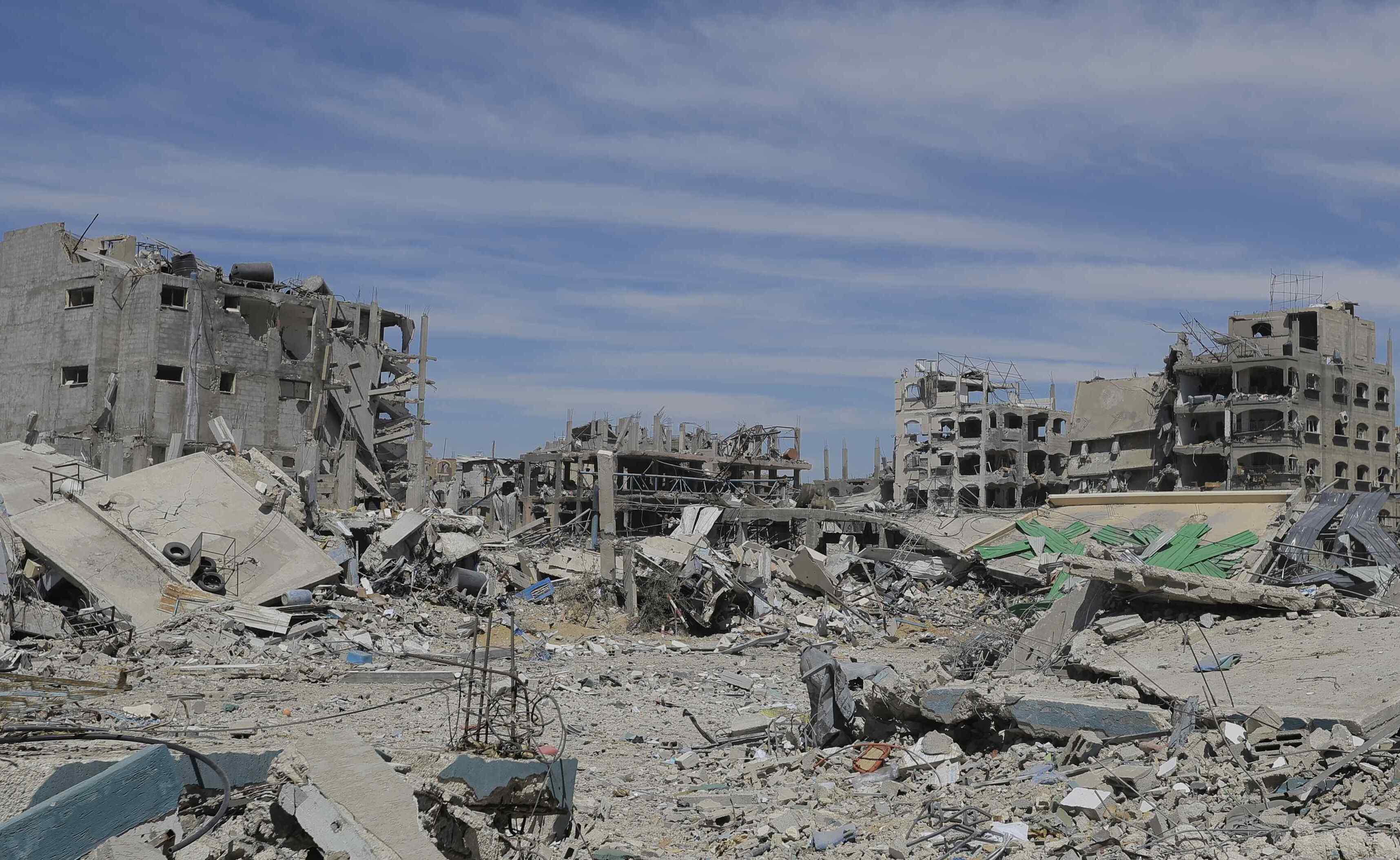
Il campo profughi dopo un bombardamento israeliano

Il campo profughi di Jabalya fu istituito nel 1948 in seguito all'esodo palestinese provocato dalla guerra arabo-israeliana, venendo insediato in gran parte da profughi provenienti dai villaggi della Palestina meridionale. Nel 1987 il campo profughi fu il punto di partenza della prima intifada.
Durante l'operazione Margine di protezione del 2014 l'artiglieria israeliana ha colpito una scuola del campo profughi gestita dall'UNRWA, uccidendo 21 persone.